# Australisch Formule 3-kampioenschap
Het Australische Formule 3-kampioenschap bestaat vanaf 1999 toen het de te duur geworden Australische Formule 2-kampioenschap moest vervangen. De winnaar mag zich  "Australian Drivers' Champion" noemen. Australische kampioenen van deze klasse krijgen allemaal de kans om in de auto van A1 Team Australië te testen.

## Kampioenen
| Jaar | Coureur         | Auto                             |
| ---- | --------------- | -------------------------------- |
| 1999 | Paul Stephenson | Dallara F396 - Toms Toyota       |
| 2000 | Paul Stephenson | Dallara F396 - Toms Toyota       |
| 2001 | Peter Hackett   | Dallara F301 - Alfa Romeo        |
| 2002 | James Manderson | Dallara F301 - Spiess Opel       |
| 2003 | Michael Caruso  | Dallara F301 - Novamotor Fiat    |
| 2004 | Karl Reindler   | Dallara F301 - Spiess Opel       |
| 2005 | Aaron Caratti   | Dallara F304 - Sodemo Renault    |
| 2006 | Ben Clucas      | Dallara F304 - Sodemo Renault    |
| 2007 | Tim Macrow      | Dallara F304 - Spiess Opel       |
| 2008 | James Winslow   | Dallara F307 – HWA Mercedes-Benz |
| 2009 | Joey Foster     | Dallara F307 – HWA Mercedes-Benz |
| 2010 | Ben Barker      | Dallara F307 – HWA Mercedes-Benz |
| 2011 | Chris Gilmour   | Dallara F307 – HWA Mercedes-Benz |
| 2012 | James Winslow   | Dallara F307 – HWA Mercedes-Benz |
| 2013 | Tim Macrow      | Dallara F307 – HWA Mercedes-Benz |
| 2014 | Simon Hodge     | Mygale M11 – HWA Mercedes-Benz   |
| 2015 | Ricky Capo      | Dallara F311 – Mugen-Honda       |

### Formula 3 National
| Jaar | Coureur          | Auto                             |
| ---- | ---------------- | -------------------------------- |
| 2006 | Ricky Occhipinti | Dallara F301 - Opel              |
| 2007 | Chris Barry      | Dallara F301 - Spiess Opel       |
| 2008 | Chris Gilmour    | Dallara F304 - Spiess Opel       |
| 2009 | Tom Tweedie      | Dallara F304 - Sodemo Renault    |
| 2010 | Tom Tweedie      | Dallara F304 - Sodemo Renault    |
| 2011 | Steel Guiliania  | Dallara F304 - Spiess Opel       |
| 2012 | Hayden Cooper    | Dallara F304 - Spiess Opel       |
| 2013 | Arrie Maree      | Dallara F304 - Spiess Opel       |
| 2014 | Garnet Patterson | Dallara F307 – HWA Mercedes-Benz |
| 2015 | Luke Spalding    | Dallara F307 – HWA Mercedes-Benz |

### Kumho Cup
Formula 3 Trophy
| Jaar | Coureur       | Auto                       |
| ---- | ------------- | -------------------------- |
| 2006 | Graeme Holmes | Dallara F398 - Fiat        |
| 2007 | Rod Anderson  | Dallara F396 - Toyota      |
| 2008 | Andrew Mill   | Dallara F301 - Spiess Opel |

Formula 3 National B
| Jaar | Coureur           | Auto                       |
| ---- | ----------------- | -------------------------- |
| 2009 | Peter Kalpakiotis | Dallara F301 - Spiess Opel |

Kumho Cup
| Jaar | Coureur      | Auto                       |
| ---- | ------------ | -------------------------- |
| 2014 | Roland Legge | Dallara F304 - Spiess Opel |
| 2015 | Shane Wilson | Dallara F304 - Spiess Opel |